# Nguyễn Đình Sách
Nguyễn Đình Sách (1638-1697), vốn tên là Nguyễn Tiến Sách, tự Dực Hiên, là danh thần nhà Lê trung hưng trong lịch sử Việt Nam.

## Tiểu sử
Nguyễn Đình Sách là người ở xã Văn Trưng, huyện Bạch Hạc, tỉnh Phú Thọ (nay là phường Bạch Hạc, thành phố Việt Trì, tỉnh Phú Thọ).
Năm Canh Tuất (1670) đời Lê Huyền Tông, ông thi đỗ Tiến sĩ lúc 32 tuổi, được bổ chức quan.
Năm Canh Ngọ (1690), ông cùng Chính sứ Nguyễn Quý Đức đi sứ sang nhà Thanh (Trung Quốc) nộp lễ cống hàng năm. Dịp này, cùng ông Nguyễn Quý Đức hợp soạn bộ Hoa trình thi tập. Sau khi đi sứ về, ông được thăng chức Tả thị lang bộ Binh, tước Nam.
Năm 1697, Nguyễn Đình Sách mất lúc 59 tuổi, được tặng chức Thượng thư bộ Công, tước Tử.

## Tác phẩm
Tác phẩm của Nguyễn Đình Sách hiện còn 34 bài thơ chữ Hán chép trong Toàn Việt thi lục. Thơ ông hầu hầu hết làm trong chuyến đi sứ. Dưới đây tuyển giới thiệu 1 bài:
| Phiên âm Hán-Việt: Hán Khẩu thuật hoài Thiều đệ tương huề tác thắng du, Phong ai song mãn lịch Trung Châu. Nhãn mê Triệu, Ngụy trì khu nhật, Thần sảng Lương, Hàn khiếu vịnh thu. Băng đậu Hán giang ngư tín đoạn, Tuyết phi Sở tái mã đề lưu. Trường đồ sách mịch cvo6 tình tự, Nhất khúc ly ca tả ngã sầu. | Dịch nghĩa: Tỏ nỗi lòng khi ở Hán Khẩu Dắt tay nhau trên đường xa vời vợi, làm cuộc du lãm danh thắng, Trải khắp đất Trung Châu với mái tóc gió bụi. Mắt những mịt mùng ngày rong ruổi trên đất Hán Khẩu Triệu, Ngụy, Sảng khoái trong thời gian ngâm nga ở đất Hàn, Lương. Băng giá đóng trên sông Hán, tin cá vắng bặt, Tuyết bay trên ải Sở, dấu chân ngựa còn lưu. Trên đường dài tẻ ngắt không có gì vương vấn, Một khúc ly ca tả nỗi sầu của ta. |

## Sách tham khảo
- Nguyễn Q. Thắng-Nguyễn Bá Thế, Từ điển nhân vật lịch sử Việt Nam (mục từ "Nguyễn Đình Sách"). Nhà xuất bản khoa học xã hội, 1992.
- Trần Thị Băng Thanh (chủ biên), Văn học thế kỷ XV-XVII. Nhà xuất bản khoa học xã hội, 2004.